# Joachim Rønning
Joachim Rønning (Sandefjord, Noruega, 30 de mayo de 1972) es un director de cine noruego que, por lo general, trabaja en equipo con Espen Sandberg, ambos naturales de Sandefjord (Noruega). Como equipo de dirección, trabajan bajo el nombre de Roenberg (combinación de sus apellidos) y son los copropietarios de una de las productoras más grandes de Escandinavia llamada Motion Blur.

## Carrera
En 2006 debutó en el cine con Bandidas, protagonizada por Penélope Cruz y Salma Hayek, distribuyéndose en todo el mundo a través de EuropaCorp y Twentieth Century Fox. El cineasta francés Luc Besson escribió y produjo la película.
Su película de 2012 Kon-Tiki fue nominada para el Oscar a la mejor lengua extranjera en los 85 Premios de la Academia. El dúo dirigió la quinta película de Piratas del Caribe: Piratas del Caribe: La venganza de Salazar.

## Vida personal
Joachim Rönning tiene dos hijas con su esposa Kristin. Viven en Oslo (Noruega).

## Filmografía
- Dag 1 (1997)
- Bandidas (2006)
- Max Manus: Man of War (2008)
- Kon-Tiki (2012)
- Piratas del Caribe: La venganza de Salazar (2017)
- Maleficent: Mistress of Evil (2019)
- Young Woman and the Sea (2024)
- Tron: Ares (posproducción) (2025)

## Premios y distinciones
Premios Óscar
| Año  | Categoría                                       | Película | Resultado |
| ---- | ----------------------------------------------- | -------- | --------- |
| 2013 | Mejor película extranjera (de habla no inglesa) | Kon-Tiki | Nominado  |